# Paspalum cachimboense
Paspalum cachimboense är en gräsart som beskrevs av Davidse, Morrone, Zuloaga. Paspalum cachimboense ingår i släktet tvillinghirser, och familjen gräs. Inga underarter finns listade i Catalogue of Life.